# Dialectul tosk

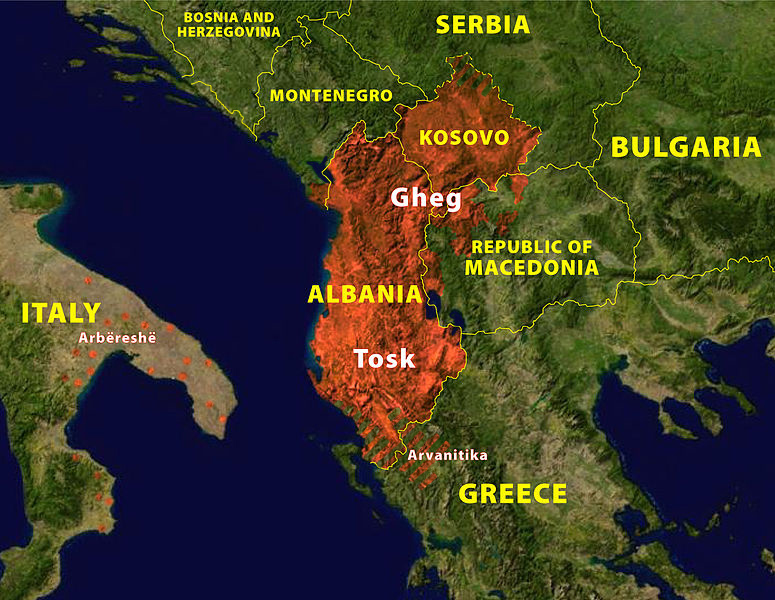
Dialectele limbii albaneze

Arborele lingvistic albanez

Tosk este unul din cele două principale dialecte ale limbii albaneze.
Dialectul tosk vorbit în sudul și centrul Albaniei, de către arbăreșii din Italia și de minoritatea albaneză din Grecia: çam și arvaniții, cât și de mici comunități de imigranți în Ucraina, Turcia, Egipt și Statele Unite. 
Arberesh și Arvanitika sunt varietăți (graiuri) ale dialectului tosk.

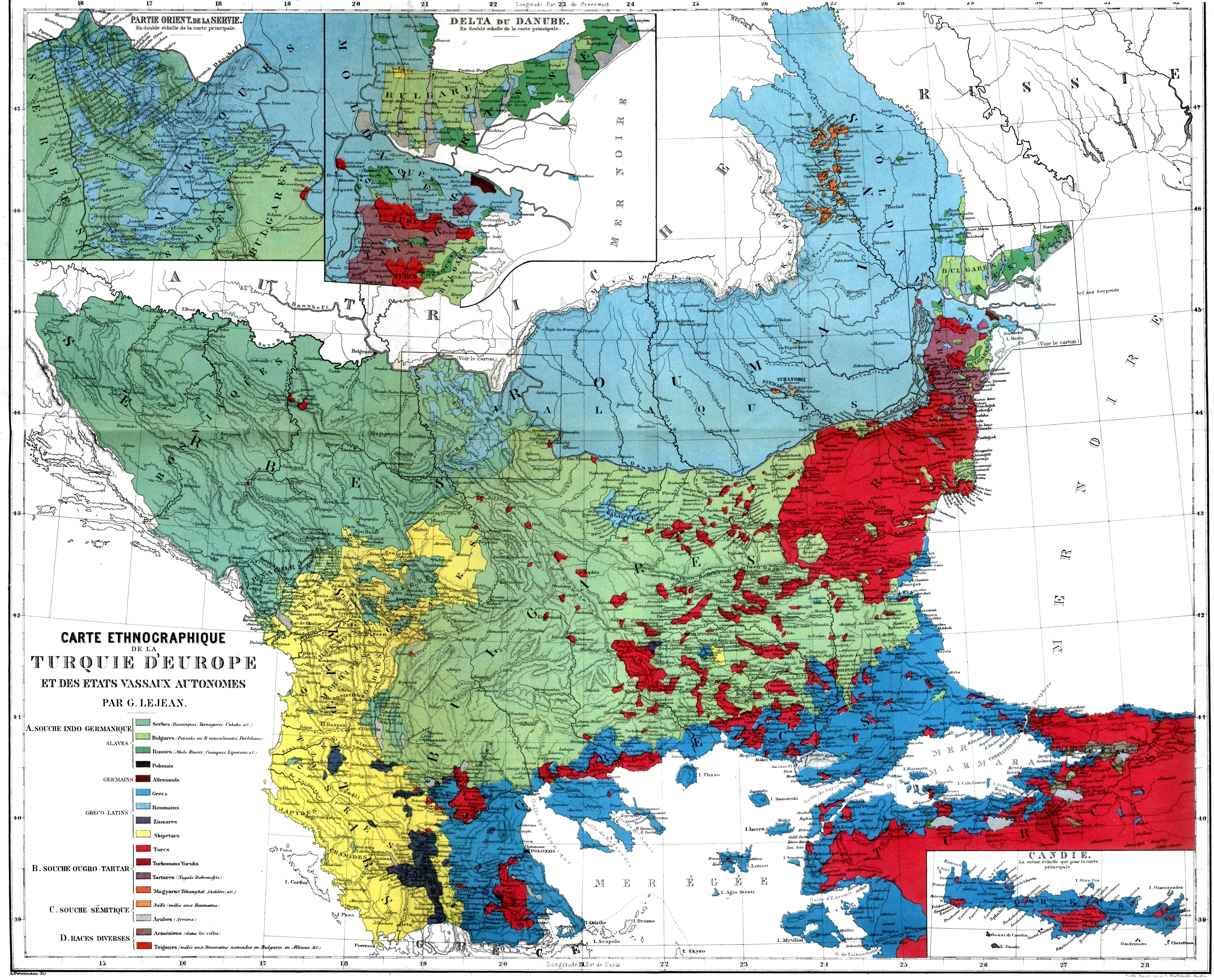
Harta etnică a Peninsulei Balcanice din 1861, cu reprezentarea arealelor dialecticale gheg și tosk, precum și a râului Shkumbin și a principalelor triburi/seminții albaneze

Limita geografică dintre dialectul tosk și cel Gheg (celălalt dialect principal al limbii albaneze), este râul Shkumbin din centrul Albaniei (care străbate și orașul Elbasan). Din această cauză, sudul Albaniei este numit în limbajul colocvial albazez "Toskeria".
Vorbitorii dialectului tosk sunt în proporții aproximativ egale creștini ortodocși și musulmani.
Limba literară albaneză a fost alcătuită predominant pe baza dialectului tosk.